# Dyami Brown
Dyami Brown (Charlotte, 1º novembre 1999) è un giocatore di football americano statunitense che milita nel ruolo di wide receiver per i Jacksonville Jaguars della National Football League (NFL).

## Carriera

### Washington Football Team/Commanders
Brown fu scelto nel corso del terzo giro (82º assoluto) nel Draft NFL 2021 dal Washington Football Team. Debuttò come professionista partendo come titolare nella gara del primo turno contro i Los Angeles Chargers ricevendo un passaggio. La sua stagione da rookie si chiuse con 12 ricezioni per 165 yard in 15 presenze, 6 delle quali come titolare.

### Jacksonville Jaguars
Il 12 marzo 2025 Brown firmò un contratto di un anno del valore di 10 milioni di dollari con i Jacksonville Jaguars.